# Renjishi
Renjishi (連獅子) o Dos leones, es una shosagoto (danza) kabuki con letra escrita por Kawatake Mokuami, coreografía de Hanayagi Jusuke I y música de Kineya Shōjirō III y Kineya Katsusaburō II, que fue estrenada en 1872. 
Primeramente escenificada para un recital de danza privada en 1861, luego fue expandida y reutilizada en julio de 1872 como un cuarto acto para otra obra en el Murayama-za de Tokio. Renjishi continuó evolucionando, con dos conjuntos musicales diferentes (que todavía hoy se representan) y un interludio cómico que se agregó en 1901. Posteriormente se creó una versión posterior para un padre y dos cachorros de león.
Renjishi tuvo su origen en una de las muchas obras de kabuki basadas en el teatro Noh, Shakkyō (El puente de piedra). En las últimas representaciones del desarrollo de Renjishi como danza de kabuki, se acercaba más a la versión noh. En particular, en la representación de febrero de 1901 en el Tokyo-za, Renjishi se convirtió en un estilo matsubamemono (del fondo de pino: matsubame), modificando el escenario para reproducir el fondo del pino verde del escenario del teatro noh.
Es una danza popular y representativa del repertorio del kabuki y es representada con frecuencia (la última actuación en el Kabuki-za fue en julio de 2017 y en junio de 2018 en los Teatros del Canal de Madrid).

## Reparto
- Ukon - un actor
- Sakon - otro actor, más joven
- Rennen - un monje budista nichiren (Hokke) en peregrinación al Monte Seiryō
- Hennen - un monje budista de la Tierra Pura (Joudo) en peregrinación al Monte Seiryō
- Espíritu del padre león
- Espíritu del hijo león
- Asistentes de escena (Koken)
- Nagauta - conjunto musical
- Narimono - conjunto musical

## Argumento
En el escenario, un omnipresente pino verde. Dos actores de kyōgen representan la historia de un padre león (shishi) y su cachorro. Cada actor lleva una máscara de madera de una cabeza de león shishi en una de sus manos, una con melena blanca que representa al shishi padre llamado Ukon y la otra con melena roja que representa a su hijo Sakon. Un shishi es un animal mitológico parecido a un león, el rey de las bestias que siempre está asociado con la deidad budista Monju. 
La leyenda establece el entrenamiento físico que deben sufrir los cachorros por parte de su padre para fomentar el coraje y la fuerza, tirando a sus crías al fondo de un valle y esperando que puedan volver a subir. Aquí se combinan gestos de amor paternal con la severidad de la disciplina.
En una segunda parte, se representa un acto cómico llamado Shuron ("Debate religioso") donde aparecen dos monjes que van en peregrinación al monte Seiryō. Al encontrarse comienzan a discutir cuando descubren que son de diferentes sectas budistas. Los dos se asustan cuando los cielos se oscurecen y temen encontrarse con el feroz shishi. Huyen por la montaña presas del pánico.
En la escena final reaparecen el padre shishi y el hijo que ha podido regresar del valle. Los dos aparecen luciendo los magníficos trajes de brocado que copian del teatro Noh y grandes melenas blanca y roja. Su danza final es de celebración por el final feliz del encuentro, ondeando sus melenas y expresando también el poder de estos "reyes".